# Huedin
Huedin (în maghiară Bánffyhunyad, în germană Heynod) este un oraș în județul Cluj, Transilvania, România, format din localitățile componente Bicălatu și Huedin (reședința). La recensământul din anul 2011 au fost înregistrați 9.346 locuitori, Huedin fiind cea mai mică localitate urbană a județului Cluj. În același timp, este singura localitate cu statut de oraș din județ, celelalte cinci centre urbane având statut de municipiu.
Din punct de vedere etnografic, comuna face parte din Țara Călatei (în maghiară Kalotaszeg).

## Istorie

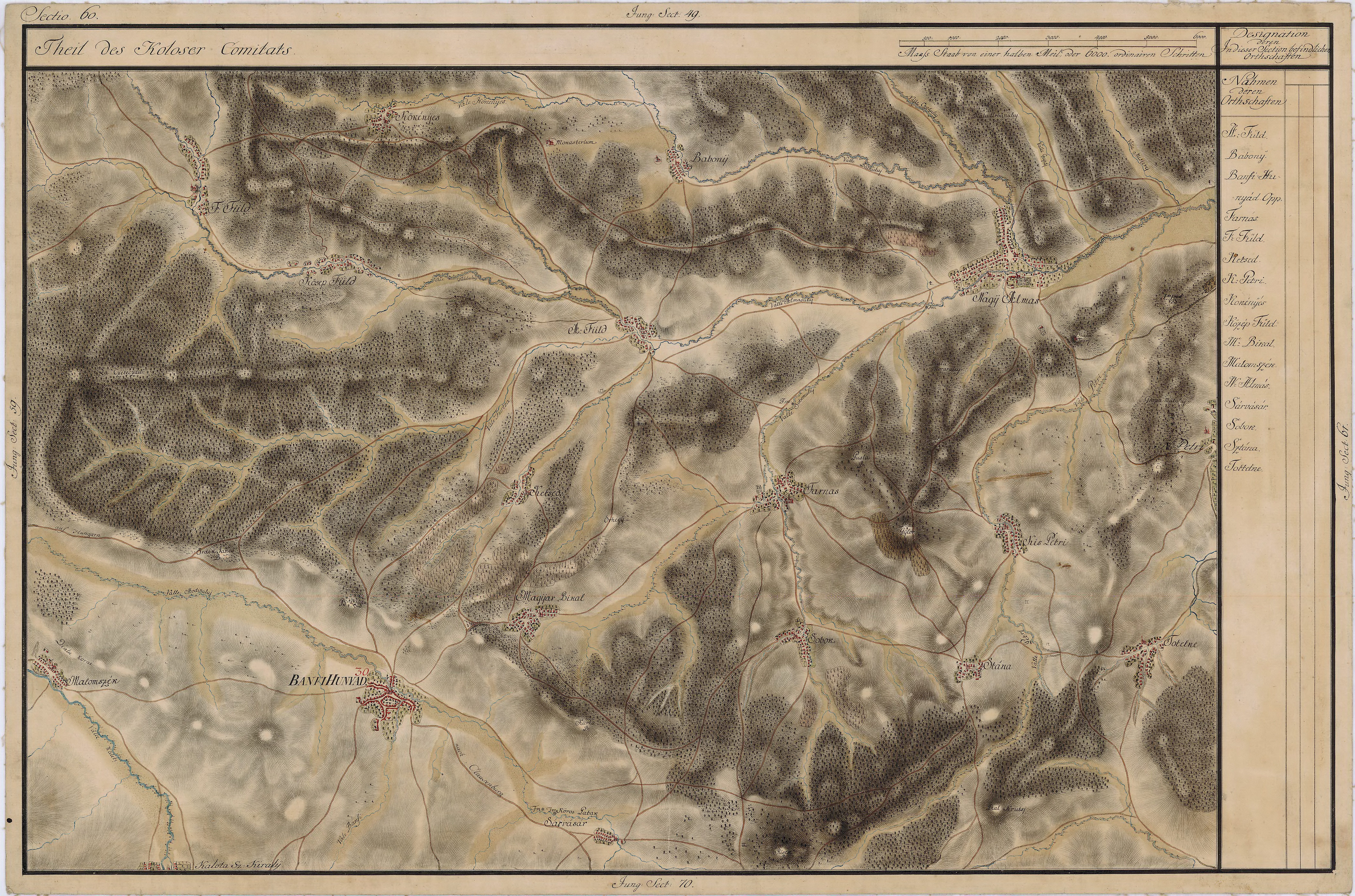
Huedin în Harta Iosefină a Transilvaniei, 1769-1773

În zona Huedinului, descoperirile arheologice au evidențiat existența unor așezări încă din neolitic (7000-4500 î.Chr.), pentru ca în perioda fierului Hallstatt (1150-450/400 î.Chr.) populația autohtonă să ridice una dintre cele mai mari fortificații din zonă.
În punctul numit Dealu' Securei s-a descoperit o așezare neolitică de cultură neprecizată.
Pe strada Zorilor s-a descoperit o așezare din epoca bronzului de cultură neprecizată.
În punctul numit Prolic s-a descoperit o fortificație cu val de pământ din perioada Hallstatt.
În grădina unei case din Huedin s-a descoperit o monedă romană de argint.
Clădirea bisericii reformate din centrul orașului este datată din secolul 13.
Prima atestare documentară a orașului este din 10 mai 1327 cu numele de Hunyad.
O altă atestare documentară a Huedinului este din anul 1332, fiind pomenit sub numele de sacerdos de villa Hunad, Hunok. Dată fiind poziționarea sa, localitatea se transformă treptat într-un centru comercial pe vechiul drum al sării dintre Depresiunea Transilvaniei și Câmpia de Vest. 
Începând cu secolul XV așezarea devine un târg important, urmând ca în 1437 să primească rangul de oppidum.
În centrul orașului Huedin s-a descoperit un tezaur monetar datat între secolele 15-17.
În punctul numit Cetatea Veche s-a descoperit un tezaur monetar datat între secolele 15-17.
În perioada dintre cele două războaie mondiale Huedinul a fost reședința plasei Huedin din județul Cluj (interbelic).
În 1961 localitatea a fost ridicată la rangul de oraș. 

#### Republica din Călata
Arhitectul și publicistul Károly Kós, împreună cu alți intelectuali maghiari din Țara Călatei, a proclamat în Huedin Republica din Călata, o republică inspirată din teoriile multiculturale născute în societatea etnografică maghiară de la 1889 și reunite sub numele de transilvanism. Statul ar fi avut capitala aici.

## Geografie
Orașul Huedin se situează în nord-vestul țării, pe DN1 (E60), la 100 km est de Oradea și 50 km vest de Cluj-Napoca, la intersecția drumului național cu drumul județean care unește județul Sălaj (la nord) cu localitățile dinȚara Moților (la sud). Orașul este poziționat în Depresiunea Huedinului, la confluența râului Crișul Repede cu pârâul Domoș, la o altitudine de peste 500 m.
Localitatea componentă Bicălatu este situată în nord-estul Huedinului, la aproximativ 3 km distanță față de acesta.

## Demografie
Componența etnică a orașului Huedin
     Români (55,17%)
     Maghiari (22,52%)
     Romi (10,91%)
     Alte etnii (0,12%)
     Necunoscută (11,28%)
Componența confesională a orașului Huedin
     Ortodocși (58,55%)
     Reformați (22,03%)
     Penticostali (3,87%)
     Romano-catolici (1,08%)
     Alte religii (1,98%)
     Necunoscută (12,49%)
Conform recensământului efectuat în 2021, populația orașului Huedin se ridică la 8.069 de locuitori, în scădere față de recensământul anterior din 2011, când fuseseră înregistrați 9.346 de locuitori. Majoritatea locuitorilor sunt români (55,17%), cu minorități de maghiari (22,52%) și romi (10,91%), iar pentru 11,28% nu se cunoaște apartenența etnică. Din punct de vedere confesional, majoritatea locuitorilor sunt ortodocși (58,55%), cu minorități de reformați (22,03%), penticostali (3,87%) și romano-catolici (1,08%), iar pentru 12,49% nu se cunoaște apartenența confesională.

### Evoluție istorică
În anul 1930 orașul Huedin avea o populație de 5.401 locuitori, dintre care 2.883 maghiari (53,3%), 1.137 români (21,0%), 1.018 evrei (18,8%), 328 țigani (6,0%) ș.a. De-a lungul timpului populația orașului a evoluat astfel:

### Structură confesională
Din punct de vedere confesional în anul 2002 populația era formată din 61,06% ortodocși, 30,19% reformați, 3,5% penticostali, 1,89% romano-catolici, 1,37% greco-catolici, 0,93% baptiști ș.a. Arhivat în 20 septembrie 2020, la Wayback Machine. De-a lungul timpului structura confesională demografică a orașului a evoluat astfel:
|  | Graficele sunt indisponibile din cauza unor probleme tehnice. Mai multe informații se găsesc la Phabricator și la wiki-ul MediaWiki. |

Date: Recensăminte sau birourile de statistică - grafică realizată de Wikipedia

## Politică
Orașul Huedin este administrat de un primar și un consiliu local compus din 15 consilieri. Primarul, Mircea Moroșan[*], de la Partidul Național Liberal, este în funcție din 2012. Începând cu alegerile locale din 2024, consiliul local are următoarea componență pe partide politice:
|  | Partid                                 | Consilieri | Componența Consiliului | Componența Consiliului | Componența Consiliului | Componența Consiliului |
|  | -------------------------------------- | ---------- | ---------------------- | ---------------------- | ---------------------- | ---------------------- |
|  | Uniunea Democrată Maghiară din România | 4          |                        |                        |                        |                        |
|  | Partidul Național Liberal              | 4          |                        |                        |                        |                        |
|  | Alianța Dreapta Unită                  | 3          |                        |                        |                        |                        |
|  | Partidul Social Democrat               | 2          |                        |                        |                        |                        |
|  | Alianța pentru Unirea Românilor        | 1          |                        |                        |                        |                        |
|  | Matiș Horea-Dorin                      | 1          |                        |                        |                        |                        |

În anul 2016, a fost ales din nou primar domnul Mircea Moroșan, candidat din partea PNL, care a obținut 79,15% de voturi, din 3469 de voturi valabile exprimate. Cât despre alegerile pentru ocuparea celor 15 posturi de consilieri locali au fost alese următoarele formațiuni politice: 6 mandate de consilierii pentru PNL (1145 de voturi), 3 pentru PSD (463 de voturi), 3 pentru UDMR (558 de voturi), 2 pentru PPMT (345 de voturi) și unul pentru candidatul independent Horea Matiș(378 de voturi).
În anul 2012, primarul ales a fost din partea PD-L, adică Domnul Mircea Moroșan. Consiliul Local ales atunci a fost format din 15 consilieri, din care: 7 mandate pentru PD-L, 2 pentru PCM, 2 pentru UDMR, 2 pentru PNL, 1 pentru PSD, 1 pentru candidatul independent Horia Matiș. 
|  | Nume si prenume            | Apartenenta politica |
|  | Buzas Istvan Attila        | P.C.M.               |
|  | Cozea Marinela Corina      | P.D.-L.              |
|  | Csudom Francisc            | P.C.M.               |
|  | Dongolo Csaba              | U.D.M.R.             |
|  | Dreve Ioan                 | P.D.-L.              |
|  | Edves Laura Gabriela       | P.N.L.               |
|  | Farkaș Marius              | P.S.D.               |
|  | Giurgiu Marinela           | P.D.-L.              |
|  | Lazea Constantin           | P.D.-L.              |
|  | Matiș Horea Dorin          | INDEPENDENT          |
|  | Parpucea Emilian           | P.D.-L.              |
|  | Pavel Cosmin Viorel        | P.D.-L.              |
|  | Sucilș Valentin            | P.N.L.               |
|  | Șaitiș Cristina Florentina | P.D.-L.              |
|  | Vasas Ștefan               | U.D.M.R.             |

Primarul a fost ales în anul 2004 din partea Alianței DA (PNL+PD), iar viceprimarul din partea UDMR.
Consiliul local este alcătuit din 15 de consilieri, aleși după cum urmează: 5 din partea UDMR, 5 din partea PSD, 4 din partea DA, 1 din partea PRM.
|  | Uniunea Democrată Maghiară din România | 5 |  |  |  |  |  |
|  | Partidul Social Democrat               | 5 |  |  |  |  |  |
|  | Alianța Dreptate și Adevăr             | 4 |  |  |  |  |  |
|  | Partidul România Mare                  | 1 |  |  |  |  |  |

## Obiective turistice
- Altarul funerar roman. Aflat în curtea Liceului Teoretic "O. Goga", provine din apropierea castrului de la Bologa-Resculum, probabil din necropola vicus -ului.
- Biserica reformată-calvină. Ridicată în secolul al XIII-lea, ca biserică romano-catolică, reconstruită în secolul al XVI-lea, renovată în secolul al XVIII-lea. În 1483, prin grija familiei Bánffy, a fost ridicată partea de est, cu elemente specifice stilului gotic, servind drept capelă familiei amintite. Tavanul afectat de cutremur în secolul al XVIII-lea, a fost înlocuit cu unul casetat, realizat de meșterul sas Laurențiu Umling din Cluj, ce reprezintă un calendar astrologic[27].
- Biserica romano-catolică. Ridicată pe la 1848 în stil neogotic[28].
- Biserica ortodoxă - parohia Huedin I. Ridicată între anii 1931-1934 în stil neobizantin, prin eforturile localnicilor în frunte cu protopopul Aurel Munteanu, era cunoscută și sub numele de "Catedrala Moților". La interior, pe pereți are o frumoasă pictură în stil bizantin[29].
- Biserica veche greco-catolică "Sfânta Treime"  este cunoscută și sub numele de "biserica de pe strada Poștei" (astăzi ortodoxă - parohia Huedin II, încă neretrocedată). A fost ridicată în anul 1910 în stil neobizantin, prin efortul românilor din Huedin și din satele apropiate. La interior, pe pereți există o frumoasă pictură în stil bizantin[30]. Mai precis, această biserică cu hramul "Sfânta Treime" a fost zidită cu efortul a 20 de familii de români greco-catolici din Huedin, apartinând la acea dată parohiei române unite din satul vecin, Brăișoru, preot paroh fiind atunci Pr. Vasile Meseșan. Biserica a fost sfințită de către Mitropolitul Blajului, IPSS Dr. Victor Mihali de Apșa. Dupa anii 1930 biserica devine una parohială, iar mai târziu centrul protopopiatului greco-catolic din zonă avându-l ca paroh și protopop al tractului Huedin pe Pr. Gheorghe Rusu, care servește biserica aceasta pâna în 1948, când Biserica Română Unită, Greco-Catolică, a fost interzisă de regimul comunist instalat la putere de către sovietici, iar lăcașurile de cult i-au fost luate de către Biserica Ortodoxă Română.
- Biserica nouă greco-catolică cu hramul "Coborârea Spiritului Sfânt", ridicată în 2008, în stil neoromanic, prin grija Pr. paroh Viorel Bănuț. La interior, pereții și iconostasul au o frumoasă pictură în stil neo-bizantin. Lăcașul de cult a fost sfințit pe 22 iunie 2008 de Episcopul greco-catolic de Cluj-Gherla, PSS Dr. Florentin Crihălmeanu și Episcopul greco-catolic de Oradea, PSS Dr. Virgil Bercea.
- Conacul Barcsay, construit în secolul al XVIII-lea. Poartă numele fostului proprietar, iar în prezent este utilizat ca școală.
- În localitatea Bicălatu, devenită parte componentă a Huedinului, poate fi vizitată Biserica reformată-calvină construită în secolul al XVII-lea.

## Personalități
- Simeon Pop (1890 - 1919), deputat în Marea Adunare Națională de la Alba Iulia;
- Zoltán Gábos (1924 - 2018), profesor universitar;
- Iuliu Merca (n. 1948)[31], muzician, compozitor, chitarist, vocalist, fost membru al formațiilor Chromatic (din Cluj-Napoca) și Mondial (din București), fondator și fost lider al formației Semnal M.
- Viorel Mihai Ciobanu (1950 - 2016), jurist,  judecător la Curtea Constituțională a României;
- Petru Lakatos (n. 1952), deputat în Camera Deputaților
- Natașa Raab (1953 - 2023), actriță;
- Simona Noja (n. 1968), balerină;
- Dezideriu Horvath (n. 1970), sportiv la patinaj viteză;
- Alin Tișe (n. 1974), politician;
- Csaba Gal (n. 1985), rugbist;
- Cornel Gheți (n. 1986), fotbalist.

## Vezi și
- Biserica reformată din Bicălatu

## Imagini

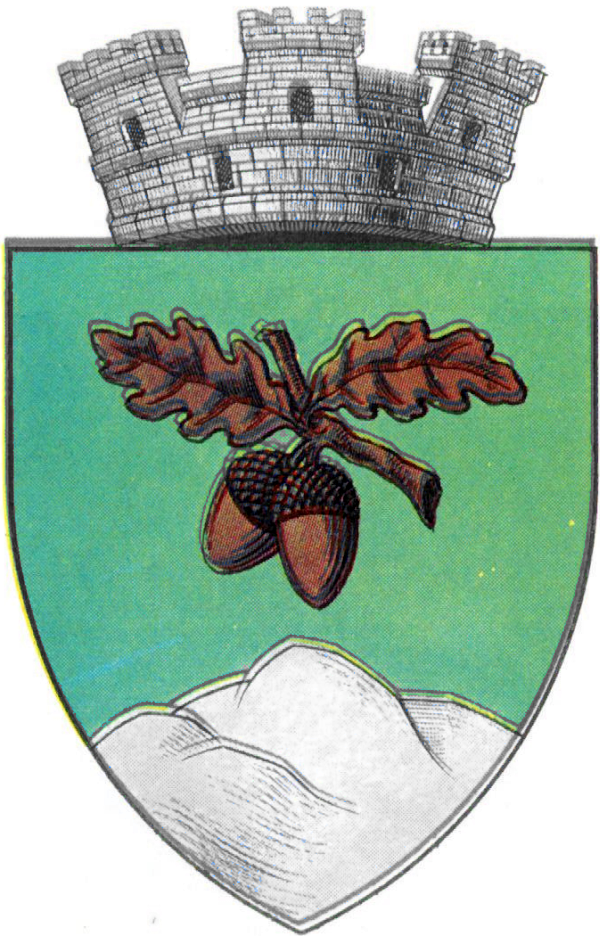
Stema orașului în perioada interbelică
Stradă în Huedin la începutul secolului al XX-lea
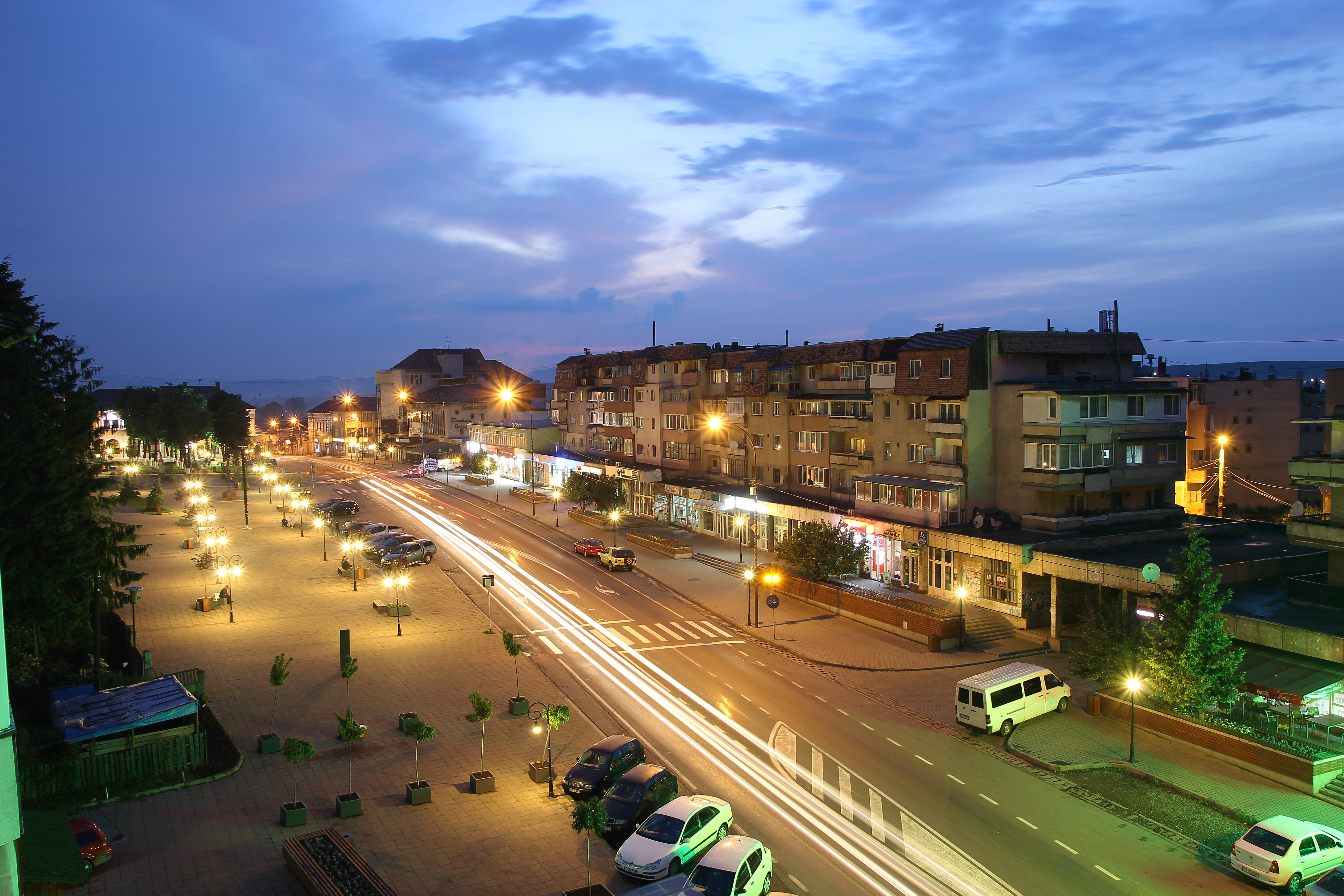
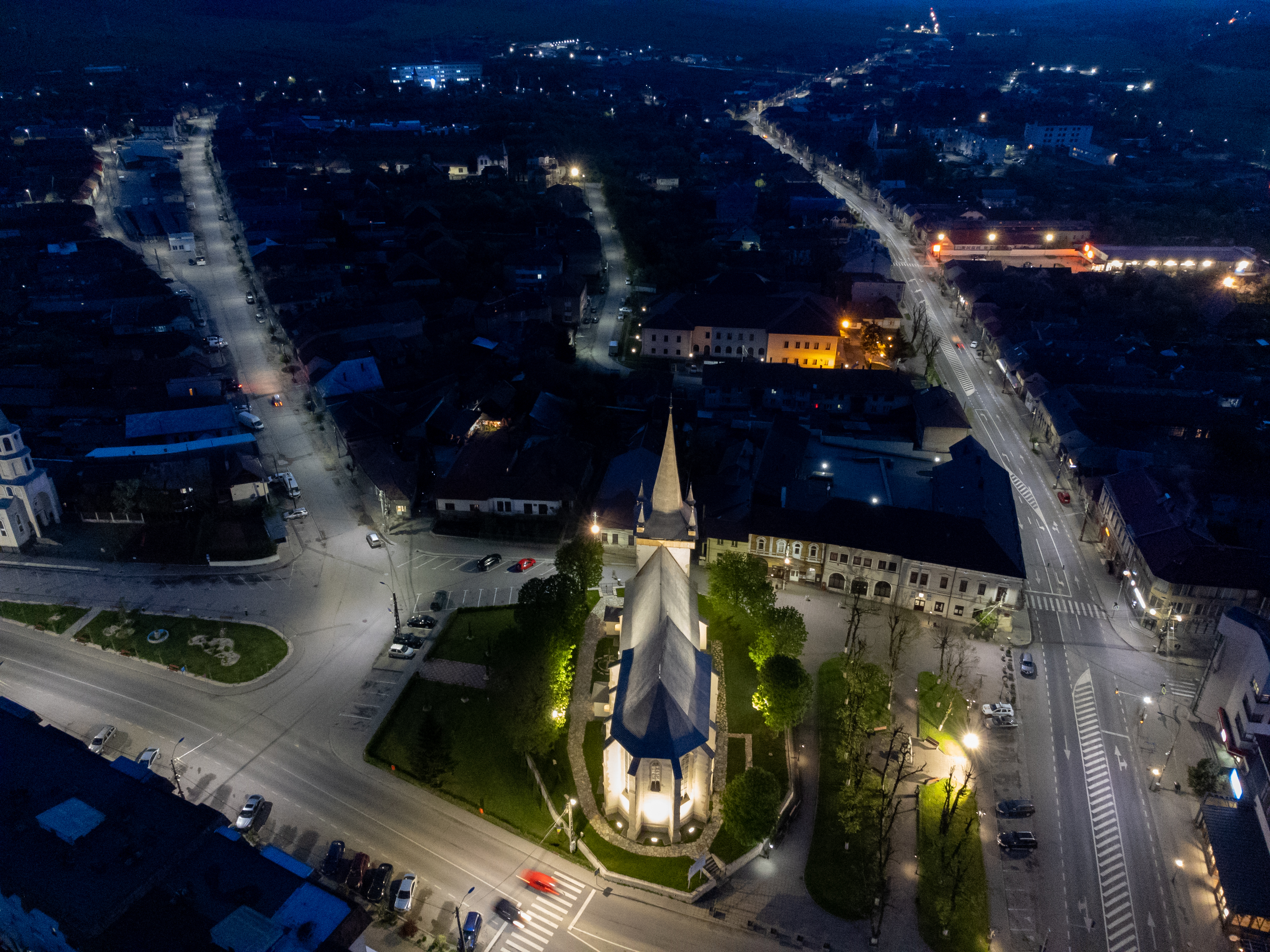
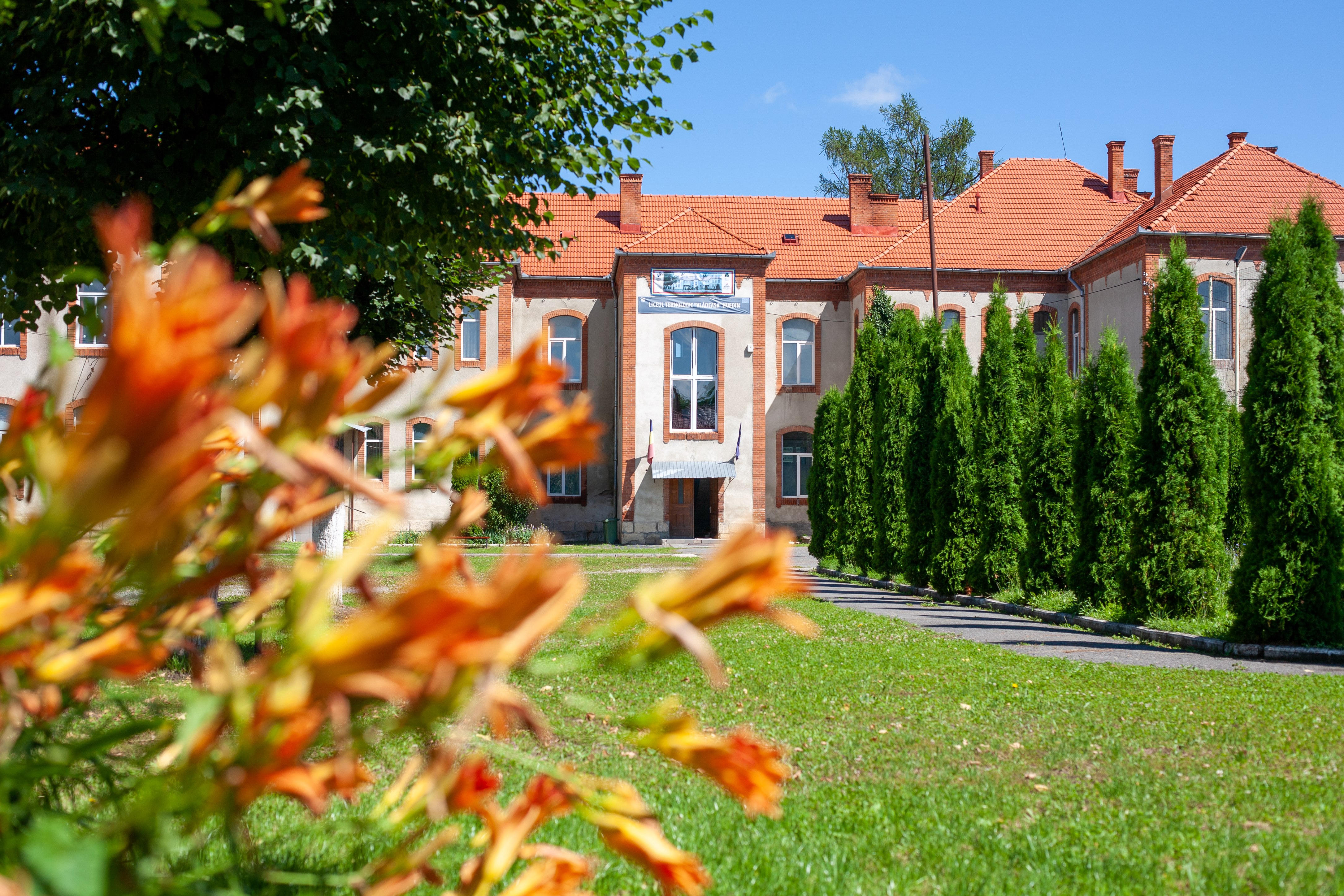
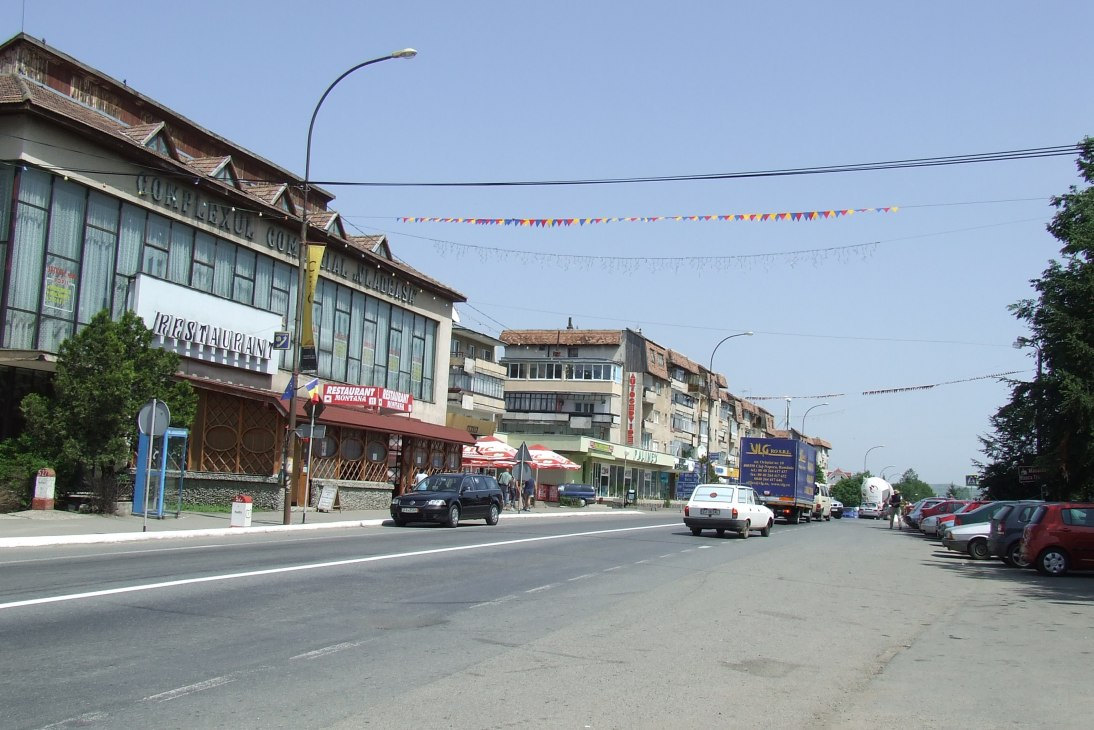
Centrul orașului Huedin
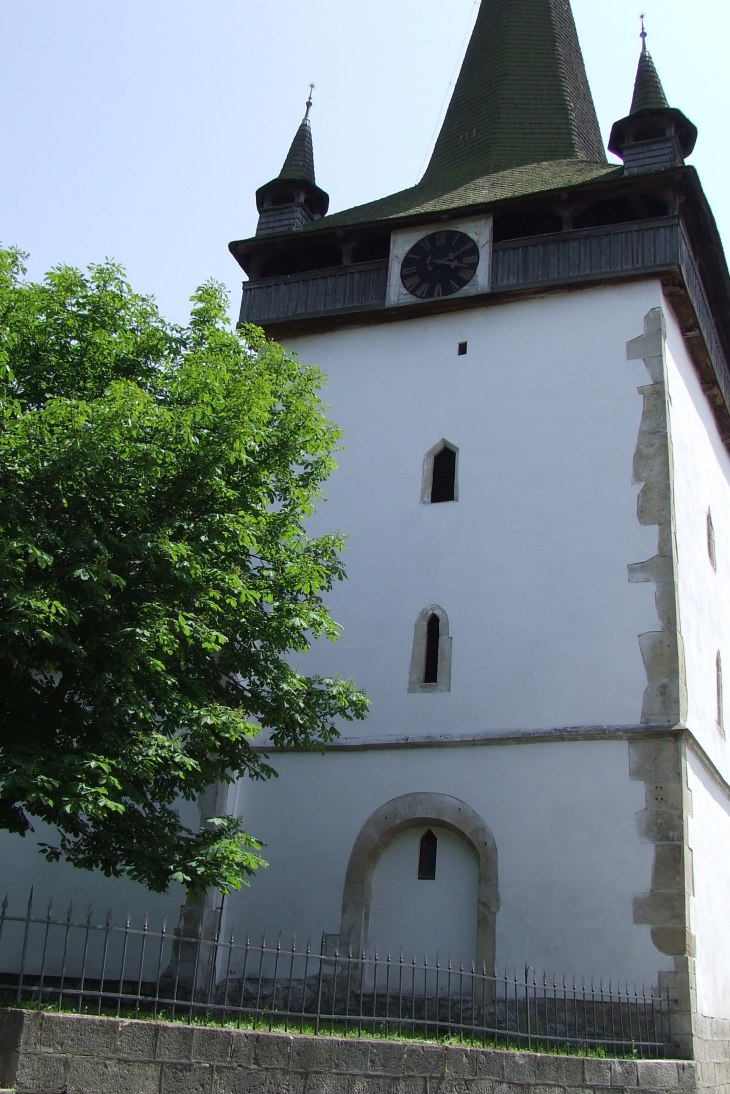
Biserica reformată (calvină) din Huedin
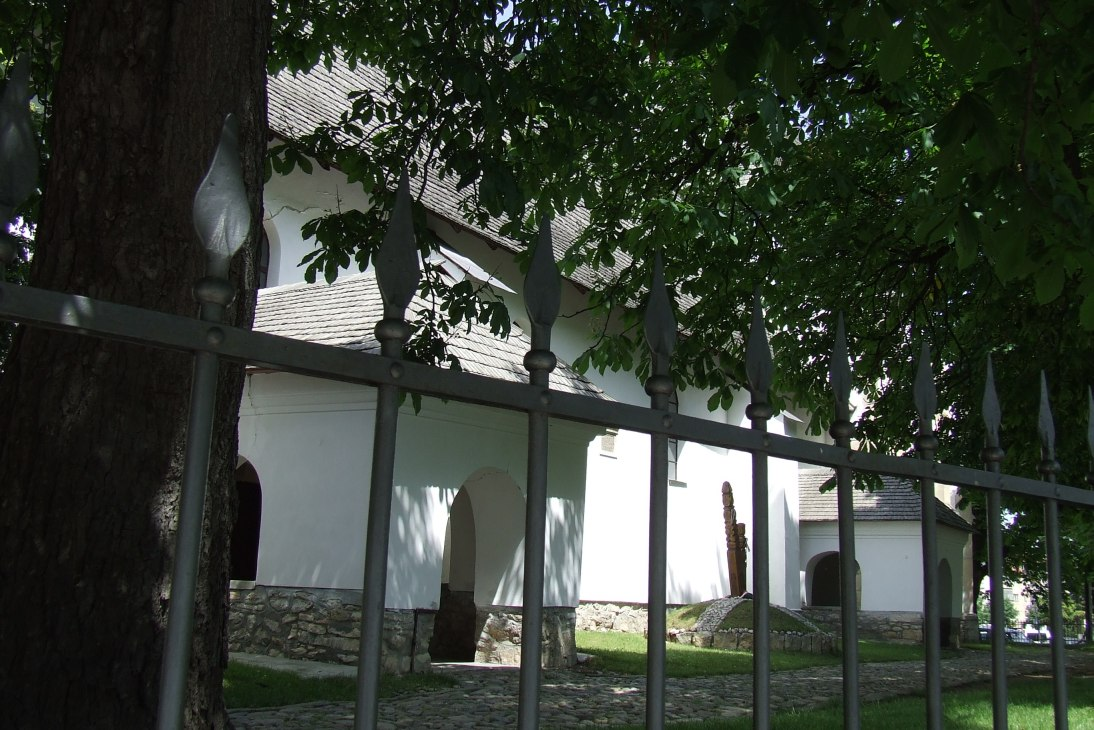
Biserica reformată (calvină) din Huedin
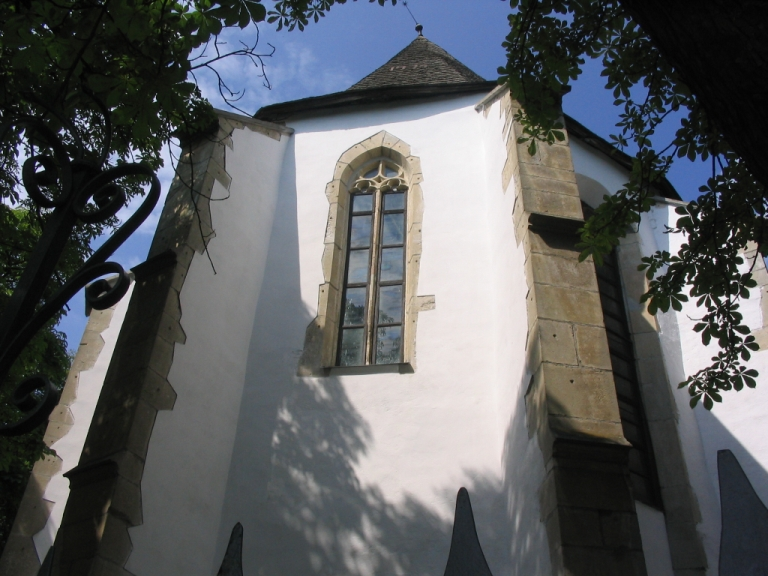
Absida vechiului altar al bisericii reformate (calvină) din Huedin, inițial biserică romano-catolică
Turnul bisericii reformate (calvină) din Huedin
Biserica ortodoxă din Huedin (finalizată în anul 1934)
Biserica greco-catolică, cea nouă, din Huedin
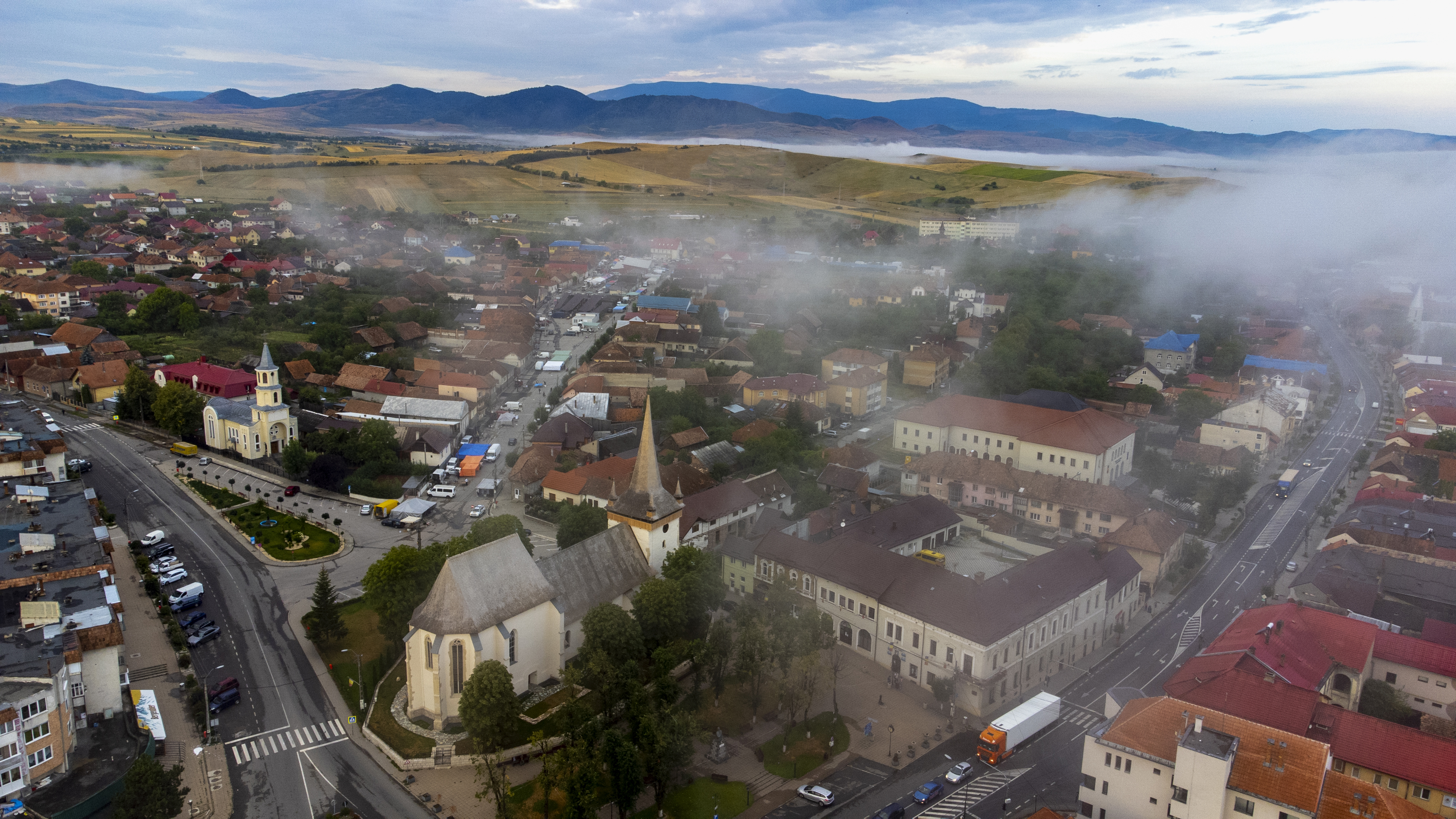
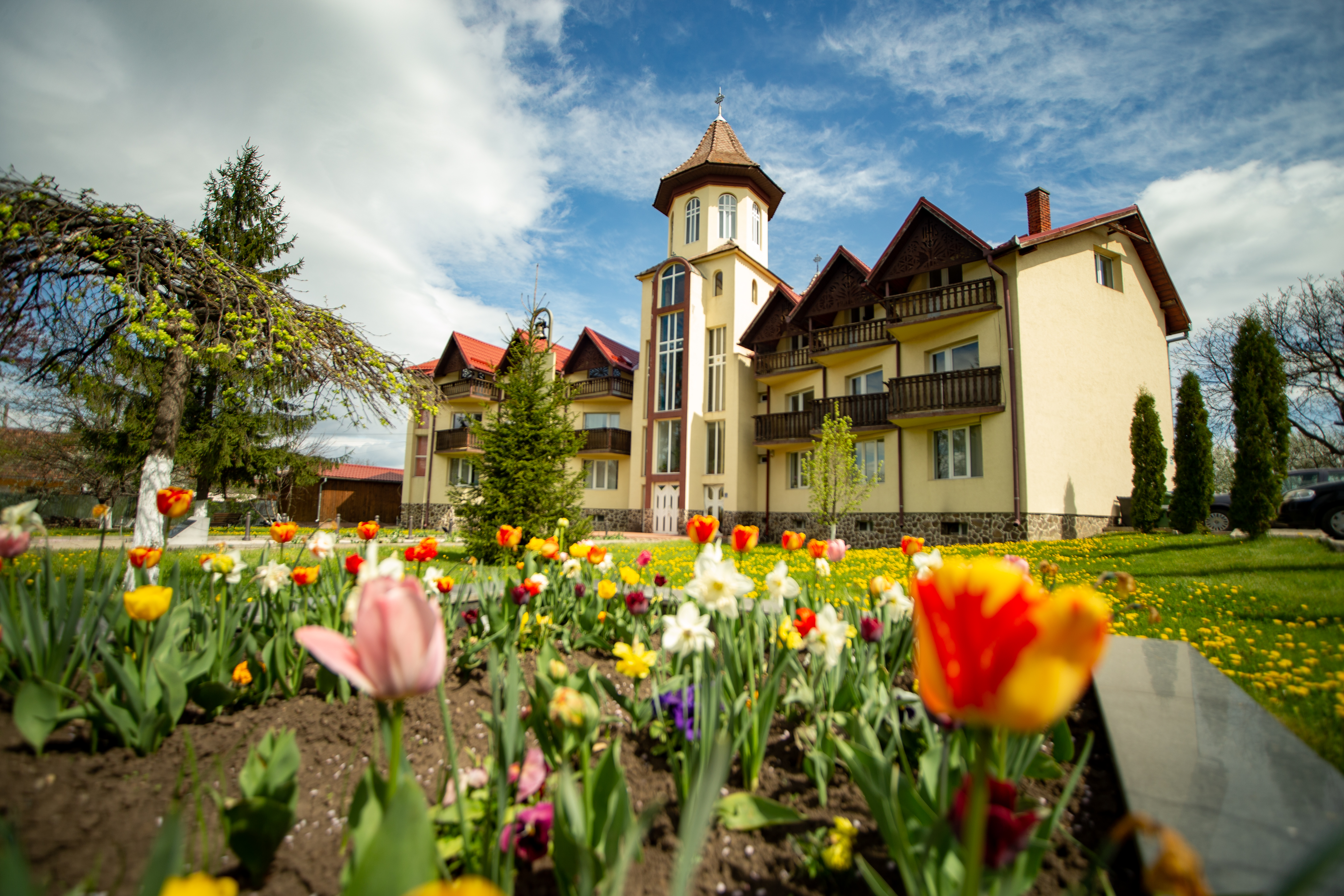